# Ostefähre Brobergen

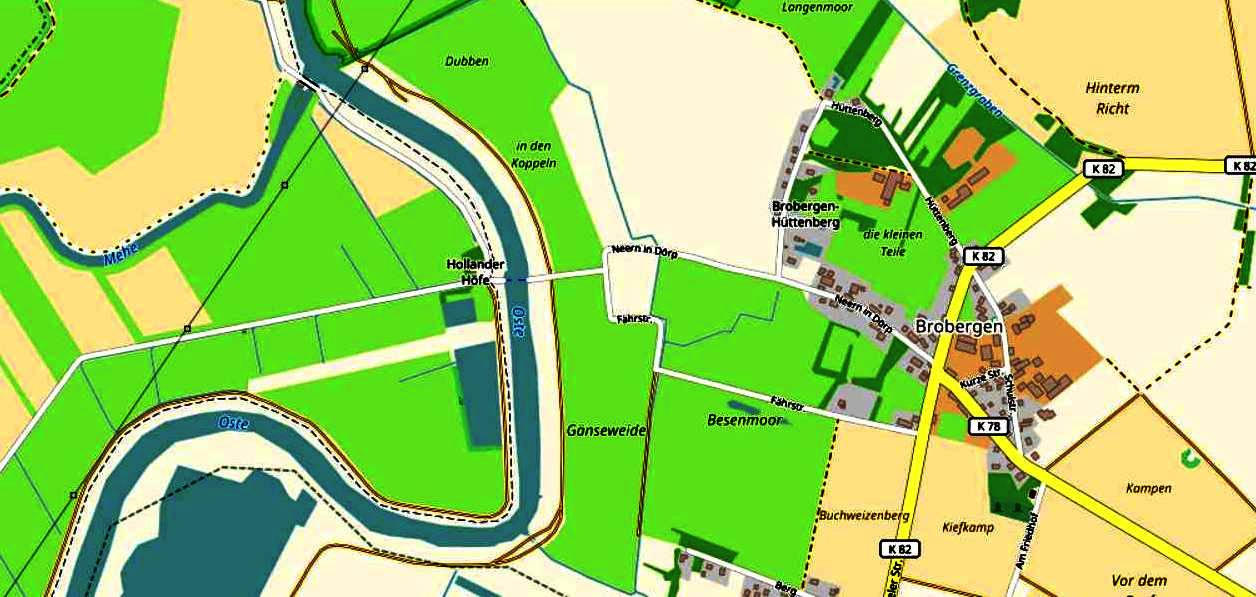
Kartenausschnitt der Ostefähre Brobergen

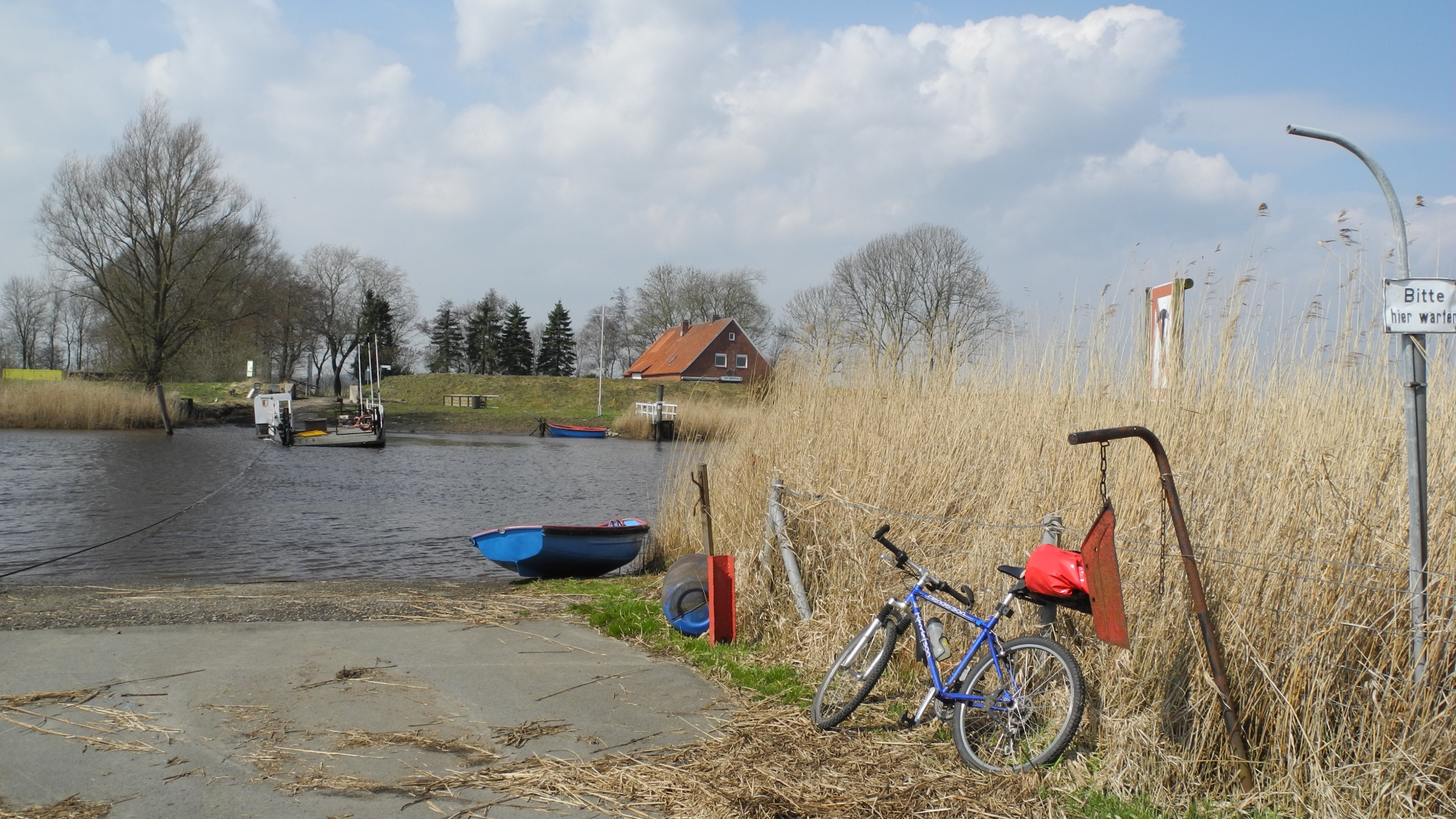
Brobergen, Blick auf die Oste mit der Prahmfähre

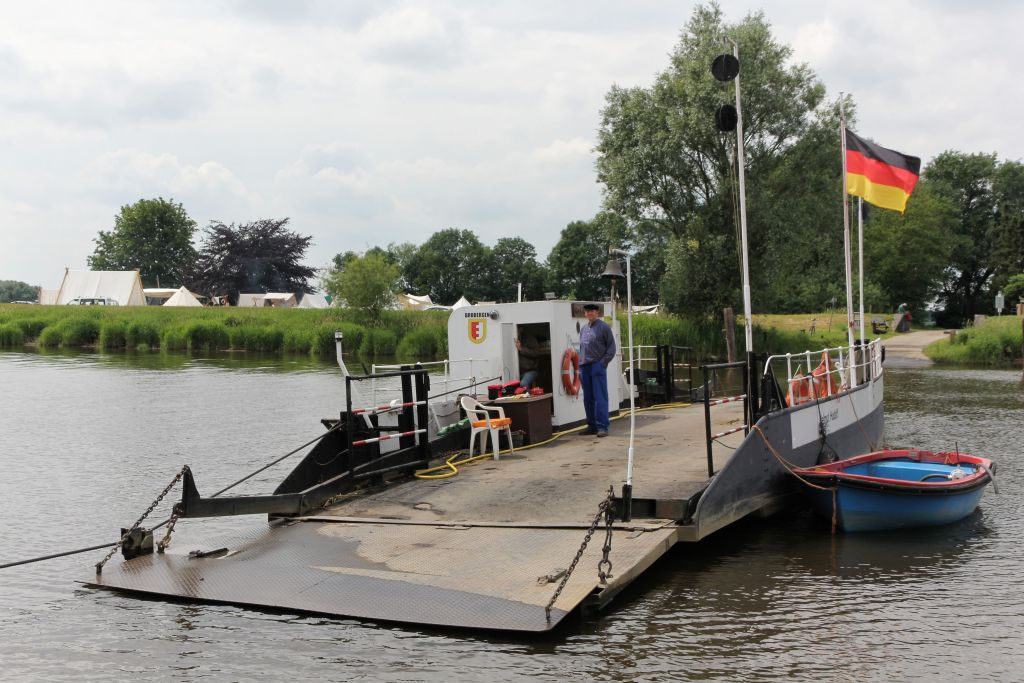
Brobergen, Blick auf die Prahmfähre

Die Ostefähre Brobergen (getauft auf den Namen Helmut Hudaff) ist eine auch heute noch existierende Fähre über die Unteroste, die das rechts der Oste gelegene Dorf Brobergen mit den zu Brobergen gehörenden Ländereien auf dem linken Ufer des Flusses verbindet.

## Geschichte
Um 1250 baute das Adelsgeschlecht von Brobergen hier an der Oste eine Burg. Eine Zugbrücke führte über die Oste. Beides wurde im Dreißigjährigen Krieg vernichtet. Um 1840 kauften Broberger Landwirte das Gut. Behördlicherseits waren die Landwirte nun in einem Realverband zusammengeschlossen, der auch Besitzer der Fähre war. Einer der Landwirte wohnte im Gutshaus und wurde Fährmann, da das meiste zu bewirtschaftende Land auf der anderen Osteseite lag. Er erhielt von der Königlichen Landdrostei eine eingeschränkte Schankgenehmigung, die nur für Getränke der Fährpassagiere galt.
1941 wurde das Gutshaus mit dem kleinen Ausschank wegen Baufälligkeit abgerissen. 1956 wurde ein neues Fährhaus vom Mehe-Sielverband gebaut und der Fährmann musste neben der Fähre auch die Meheschleuse und das Meheschöpfwerk bedienen. Wegen der geringen Bezahlung wohnte er frei und bekam neben der Erlaubnis der Schankwirtschaft als Deputat ausreichend Roggen, Kartoffeln, Steckrüben, Stroh und Torf, um Schweine zu halten.
In den 1970er Jahren wurde eine gebrauchte, 1924 gebaute Motorfähre angeschafft. Bei der Überführung herrschte stürmisches Wetter und die Prahmfähre trieb ab und strandete in Blumenthal. Etwa zehn Jahre später erhielt die Fähre nach einer behördlichen Prüfung eine Zulassung zum allgemeinen Transport von Touristen. Als es schwieriger wurde, Fährleute zu finden und immer weniger Bauern die Fähre nutzten, wurde von den Behörden geplant, die Fähre stillzulegen.

### Rettung der Fähre

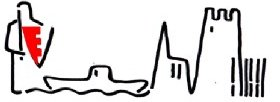
Logo Fährverein

2007 wurde der Broberger Fährverein gegründet, um das historische Erbe zu bewahren. Der Verein pachtete die Fährstelle sowie die Gaststätte vom Realverband und mehrere Aktivisten legten vor dem damaligen Wasser- und Schifffahrtsamt Cuxhaven die Fährprüfung ab. Damit wurde die Fähre gerettet und steht den verbliebenen Bauern und einer wachsenden Zahl von Touristen weiter zur Verfügung.

## Beschreibung der Fähre
Die Prahmfähre Brobergen war vorher in Geversdorf in Betrieb und wurde 1924 im Auftrag des Wasserbauamtes Stade als Baunummer 214 von der Schiffbau-Gesellschaft Unterweser A.G. in Bremerhaven als handgezogene Seilfähre gebaut. Sie hat eine Länge von 17,90 m, eine Breite von 5,45 m, eine Tragfähigkeit von 10 Tonnen und ist für 30 Personen zugelassen. 1926 erfolgte die Motorisierung mit einer Maschine vom Typ Deutz A2L 514, die über eine Winde das Seil zieht und damit den Fährmann entlastet. Die Fähre trägt die ENI-Nummer 04808490.
Ihren heutigen Namen Helmut Hudaff erhielt die vorher namenlose Fähre erst nach der Übernahme durch den Fährverein. Der Name ehrt den Vorsitzenden des Realverbands und Ehrenbürgermeister gleichen Namens.